# Oceania Rugby
O Oceania Rugby, anteriormente conhecida como Federação das Uniões de Rúgbi da Oceania (FORU), é o órgão regional que rege a rugby union na Oceania. Foi fundado em 2000 para representar os interesses do rúgbi da Oceania no World Rugby, o órgão internacional que governa o rugby a nivel mundial. Atualmente, catorze membros plenos e dois membros associados fazem parte da entidade.

## Competições
O Oceania Rugby, com o respaldo do World Rugby, organiza e supervisiona diversas competições regionais, incluindo:
- Pacific Nations Cup;
- Pacific Challenge;
- Oceania Rugby Cup;
- Oceania Sevens;
- Campeonato da Oceania de Rugby Feminino;
- Campeonato da Oceania de Sevens Feminino;
- Campeonato da Oceania de Rugby Sub-20.

## Membros

### Plenos
No final de 2017, o Oceania Rugby tinha 14 membros plenos:
| - Austrália; - Fiji; - Ilhas Cook; - Ilhas Salomão; - Niue; | - Nova Caledónia; - Nova Zelândia; - Papua-Nova Guiné; - Taiti; - Samoa; | - Samoa Americana; - Tonga; - Tuvalu; - Vanuatu. |

### Filiados
Outras duas uniões de rugby são filiadas à Oceania Rugby:
- Nauru;
- Wallis e Futuna.